# Wapiennica
Wapiennica (528 m), Wapienica – szczyt w północnej części Beskidu Małego, w Paśmie Bliźniaków ciągnącym się od doliny Wieprzówki w Andrychowie po dolinę Skawy na wschodzie. Znajduje się w tym paśmie między Przełęczą Biadaszowską oddzielającą go od Czub, a Przełęczą Wapiennicką oddzielającą go od Przykraźni. Wznosi się nad miejscowościami Inwałd (po północnej stronie) i Zagórnik (po południowej stronie).
Nazwę Wapienica podaje mapa Compassu, przewodnik turystyczny i Aleksiej Siemionow w „Ziemi Wadowickiej”, ale według Geoportalu bazującego na państwowym rejestrze nazw geograficznych jest to Wapiennica. Nazwa ta pochodzi od tego, że na jej zboczach od wieków czynny był kamieniołom wapieni i dwa piece do ich wypalania. Ludwik Zejszner pisał, że kamieniołom zatrudniał ciągle kilkanaście ludzi, a wydobywane wapienie wykorzystywane były nie tylko do wypalania wapna, ale także do budowli, jako wapno nawozowe i do budowy dróg: „kamień dla jego dobroci i czystości, daleko poszukiwany bywa, wywierając znaczny wpływ na dobrobyt ludzi”.
Wapiennica porośnięta jest lasem, ale na jej północnych stokach znajduje się wychodnia skał wapiennych, zaliczana do tak zwanych Skałek Andrychowskich, stanowiących osobliwość przyrody nieożywionej w Beskidzie Małym. Zawiera liczne skamieniałości organizmów dawniej żyjących w morzach. Są to pochodzące z górnego oksfordu i dolnego tytonu wapienie połączone z rogowcami. Są także wapienie pochodzące z raf koralowych, kwarcowe zlepieńce, szare margle, oraz osady pochodzące z trzeciorzędu, z paleocenu i dolnego i środkowego eocenu.
Piesze szlaki turystyczne
 Andrychów – Pańska Góra – Czuby – Przełęcz Biadaszowska – Wapienica – Przełęcz Wapiennicka – Przykraźń – Panienka – Susfatowa Góra – Kobyla Głowa – Przełęcz Kaczyńska – Narożnik – Sosina – Czuba – Gancarz – Czoło – Przełęcz pod Gancarzem – Groń Jana Pawła II